# لیلو (بارگذار بوت)
LILO (راه انداز لینوکس "Linux Loader") یک بوت لودر برای لینوکس است و در سالهای پس از محبوبیت loadlin، بوت لودر پیش فرض اکثر توزیع‌های لینوکس بود. امروزه بسیاری از توزیع‌ها از GRUB به عنوان بوت لودر پیش فرض سیستم استفاده می‌کنند، اما LILO و ELILO هنوز هم کاربرد گسترده‌ای دارند. توسعه بیشتر LILO در دسامبر سال ۲۰۱۵ به همراه درخواست Joachim Wiedorn برای توسعه دهندگان متوقف شد است.